# Quận Sutter, California
Quận Sutter là một quận trong tiểu bang California, Hoa Kỳ. Quận lỵ đóng tại thành phố Thành phố Yuba2. Theo Cục điều tra dân số Hoa Kỳ, dân số năm 2000 của quận này là 93.142 người 2.
Quận nằm về phía bắc thủ phủ bang Sacramento. Quận Sutter thuộc Greater Sacramento CSA.

## Thông tin nhân khẩu
Theo điều tra dân số 2 năm 2000, quận Sutter đã có dân số 78.930 người, 27.033 hộ, và 19.950 gia đình sống trong quận. Mật độ dân số là 131 người trên một dặm vuông (51/km ²). Có 28.319 đơn vị nhà ở với mật độ trung bình là 47 cho mỗi dặm vuông (18/km ²). Cơ cấu dân tộc của dân cư quận này gồm 67,52% người da trắng, 1,91% da đen hay Mỹ gốc Phi, 1,55% người Mỹ bản xứ, 11,26% người châu Á, 0,20% người đảo Thái Bình Dương, 12,96% từ các chủng tộc khác, và 4,60% từ hai hoặc nhiều chủng tộc. 22,21% dân số là người Hispanic hay Latino thuộc chủng tộc nào. 10,3% là gốc Đức, 9,0% người Mỹ, 7,1% gốc Anh và Ailen 6,1% theo điều tra dân số năm 2000. 70,3% nói tiếng Anh, 17,9% người Tây Ban Nha và 9,3% Punjabi là ngôn ngữ đầu tiên của họ.
Có 27.033 hộ, trong đó 37,9% có trẻ em dưới 18 tuổi sống chung với họ, 57,0% là đôi vợ chồng sống với nhau, 11,7% có chủ hộ là nữ không có mặt chồng, và 26,2% là không lập gia đình. 21,2% các hộ gia đình đã được tạo thành từ các cá nhân và 8,6% có người sống một mình 65 tuổi trở lên đã được người. Bình quân mỗi hộ là 2,87 và cỡ gia đình trung bình là 3,35.
Cơ cấu tuổi tác của cư dân quận Sutter với 29,00% ở độ tuổi dưới 18, 9,2% 18-24, 28,2% 25-44, 21,3% 45-64, và 12,4% 65 tuổi trở lên. Tuổi trung bình là 34 năm. Cứ mỗi 100 nữ có 98,0 nam giới. Cứ mỗi 100 nữ 18 tuổi trở lên, có 94,3 nam giới.
Thu nhập trung bình cho một hộ gia đình trong quận đã được 38.375 USD, và thu nhập trung bình cho một gia đình là 44.330 USD. Nam giới có thu nhập trung bình 35.723 Mỹ kim so với 25.778 $ cho phái nữ. Thu nhập trên đầu cho các quận được $ 17,428. Giới 12,1% gia đình và 15,5% dân số sống dưới mức nghèo khổ.